# Segale Anyar
Segale Anyar is een bestuurslaag in het regentschap Centraal-Lombok van de provincie West-Nusa Tenggara, Indonesië. Segale Anyar telt 2882 inwoners (volkstelling 2010).